# 东魏郡
东魏郡，中国南北朝时设置的郡。
北魏改魏郡置东魏郡，隶属于齐州。治所在历城县（今山东济南市），后改治台城（今济南市东北三十里）。辖境相当今山东济南市历城区、章丘区等地。下辖蠡吾县、顿丘县、肥乡县、聊城县、卫国县、博平县、安阳县、东魏县、临邑县。东魏沿置，北齐废除。